# Acanthemblemaria johnsoni
Acanthemblemaria johnsoni is een  straalvinnige vissensoort uit de familie van snoekslijmvissen (Chaenopsidae). De wetenschappelijke naam van de soort is voor het eerst geldig gepubliceerd in 1996 door Almany & Baldwin.